# 莫合买提江·买合苏木
莫合买提江·买合苏木（Muhammedjan Mahsum，1902年—1962年1月）维吾尔族，新疆人，出生于俄国雅尔肯特。三区革命早期领导人，中华人民共和国官员。

## 生平
伊宁事变发生后，1944年11月12日，伊宁解放组织宣布成立东突厥斯坦共和国临时政府。临时政府以艾力汗·吐烈、莫合买提江·买合苏木等16人组成临时政府委员会，临时政府委员会推举艾力汗·吐烈为主席，阿奇木伯克·霍加为副主席，阿不都鲁甫·买合苏木为秘书长。临时政府主要由三部分人组成，一是艾力汗·吐烈、阿不都木塔艾力·海里潘等伊斯兰教上层人士及阿奇木伯克·霍加、阿不都海依尔·吐烈、加尼·尧力达西等各民族地主、牧主之类上层统治阶级；二是热合木江·沙比尔阿吉、安尼瓦尔·木沙巴也夫、阿不都鲁甫·买合苏木、莫合买提江·买合苏木等有资产阶级思想倾向的工商界人士；三是以阿不都克里木·阿巴索夫等共产主义者和左翼知识分子，他们在临时政府中是极少数。
临时政府成立后，莫合买提江·买合苏木奉命组建临时政府委员会最高法院。1944年12月，最高法院组建成立，莫合买提江·买合苏木任最高法院院长。
1955年2月到1959年，莫合买提江·买合苏木任第一届新疆维吾尔自治区政协副主席。1962年1月逝世。